# Masakr v Úsobské ulici v Praze

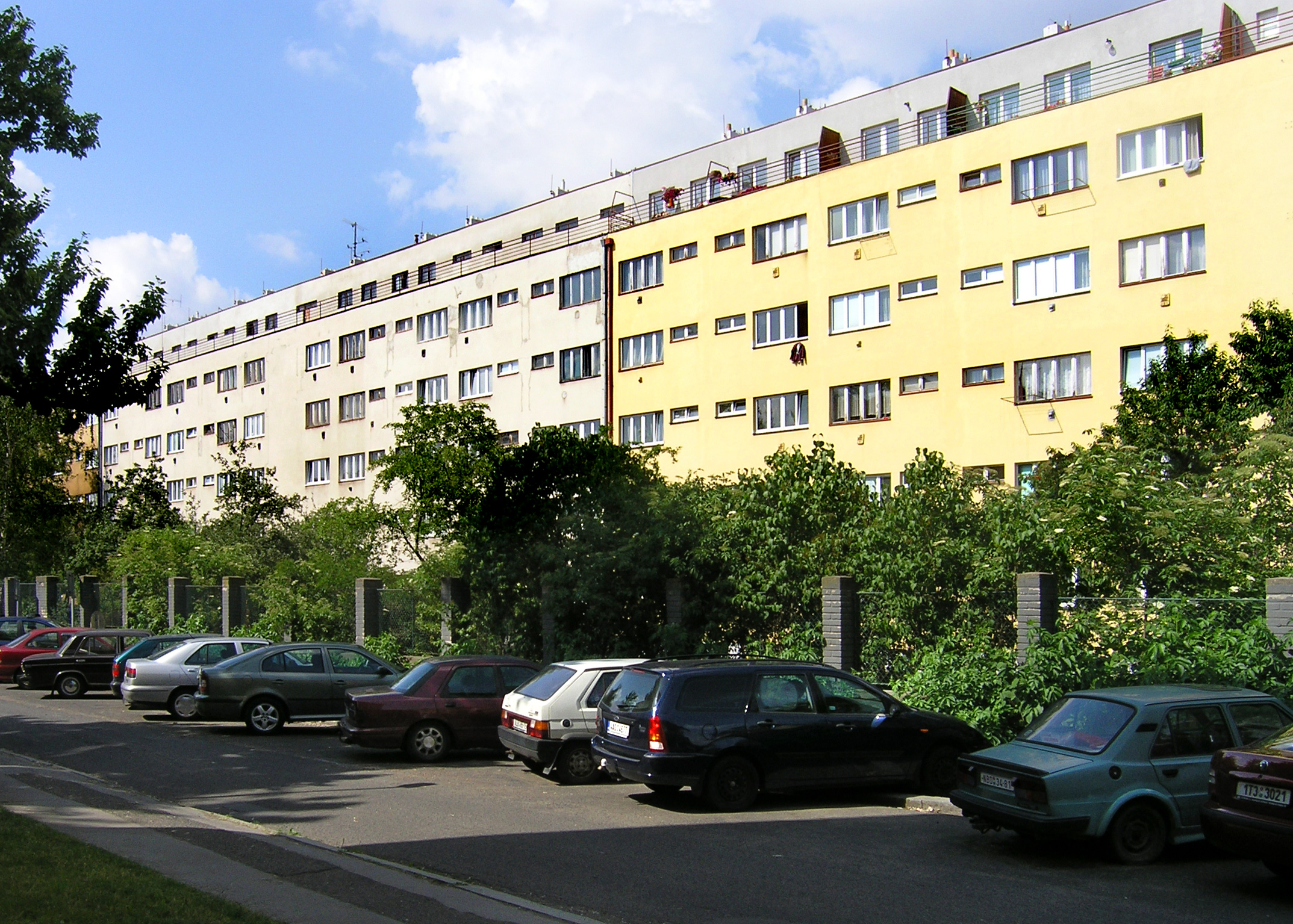
Praha, ulice Obětí 6. května v roce 2007

Masakr v Úsobské ulici (dnes ulice Obětí 6. května) v Praze (v dnešní Praze 4) byl německý válečný zločin v závěru druhé světové války, který byl uskutečněn na civilním obyvatelstvu.

## Situace roku 1945
V dubnu roku 1945 bylo zřejmé, že válka nebude mít dlouhého trvání. Sovětská vojska se probojovala k Brnu a Ostravě, Američané k západním hranicím Čech. Německá okupační správa přijala válečná opatření, jejichž součástí byly drastické represe, které se týkaly nejen partyzánů, povstalců či osob, které jim pomáhaly, ale prakticky každého českého civilisty, který mohl být zatčen, příp. i popraven jako „rukojmí.“ Na mnoha místech Protektorátu Čechy a Morava došlo již v dubnu v oblastech, kde se uskutečnily partyzánské akce a přepady německých kolon, k popravám českých civilistů. K vraždám a masakrům povstalců i českých civilistů ve větší míře začalo docházet v květnu po vypuknutí Květnového povstání českého lidu. Němečtí vojáci a zejména příslušníci jednotek Waffen-SS prováděli i brutální vraždy, při nichž docházelo k mučení, rozpárání břich, drcení lebek, vypichování očí, uřezávání genitálií a jiným ohavným činům. Po vypuknutí povstání v Praze 5. května 1945 došlo k řadě těchto zločinů i v Praze. Největší masakr se uskutečnil na Masarykově nádraží, kde bylo popraveno 53 zajatých Čechů, zčásti povstalců, zčásti civilistů. K masakrům i popravám jednotlivých lidí docházelo na různých místech Prahy, a to dokonce i po vypršení termínu německé bezpodmínečné kapitulace v 00.01 hod. 9. května 1945. Na střelbě do civilistů se ještě 9. května podíleli i němečtí příslušníci Volkssturmu.

## Průběh masakru

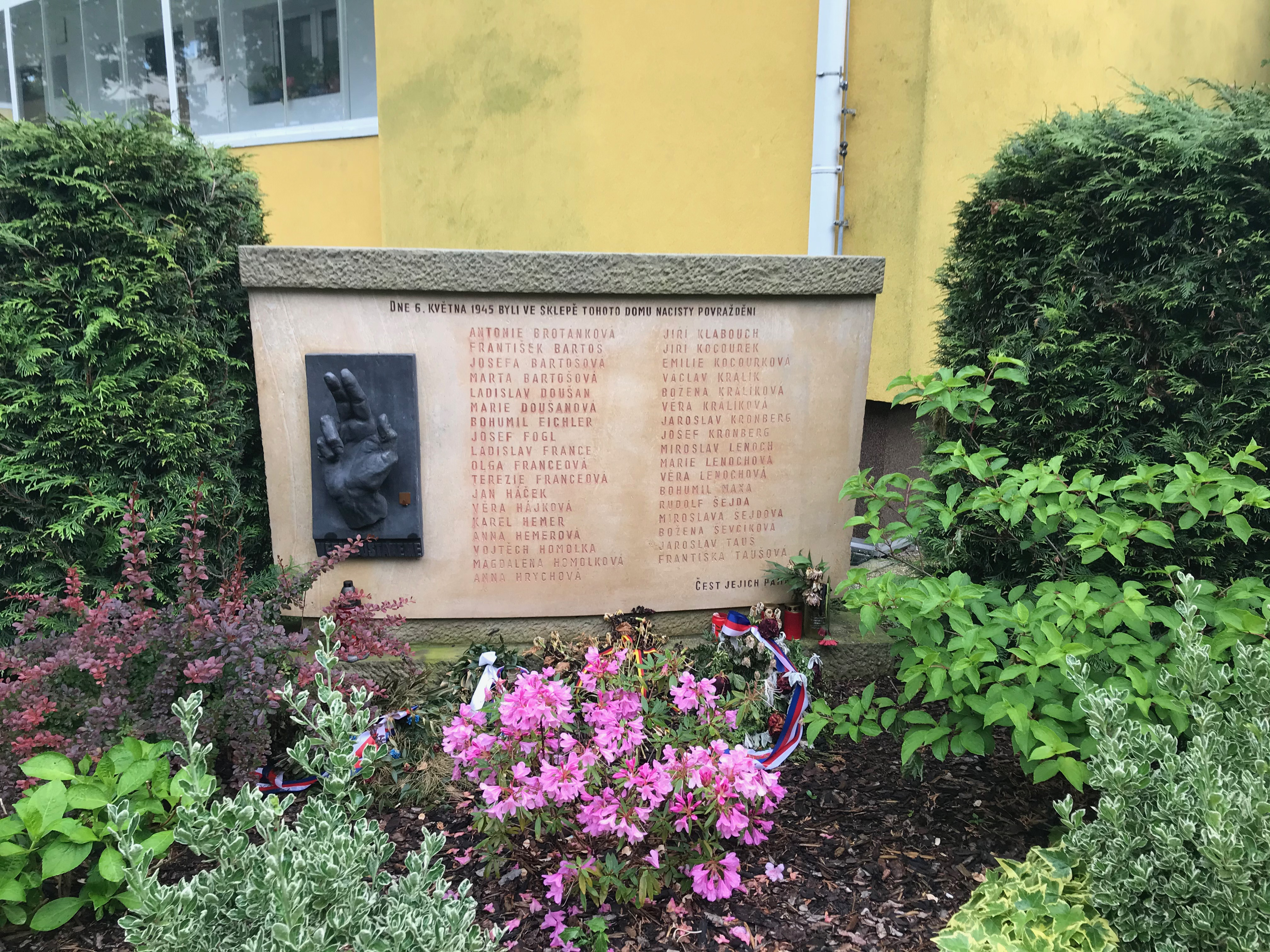
Pomník obětí masakru

Masakr v Úsobské ulici se odehrál 6. května 1945. Příslušníci vojsk Waffen-SS vnikli nejprve do domu č. 253, kde ve sklepě postříleli civilisty, kteří se zde ukrývali. Zastřelili dokonce i německou příslušnici ve vysokém stupni těhotenství s dvěma dětmi, a to i přesto, že je německy prosila, aby ji ušetřili. Celkem postříleli 35 osob, zachránilo se 12 osob, které ležely pod mrtvolami a předstíraly zabité a které o tomto zločinu podaly později svědectví. Po exekuci ještě Němci do některých mrtvol bodali bodáky. Poté vyrabovali a zapálili byty. V jednom z nich našli nemocného a hluchého osmašedesátiletého muže, kterého též zastřelili. Vraždění civilistů pokračovalo, když Němci vtrhli kolem 21. hodiny do sklepa domu čp. 254, odkud vyhnali 22 osob. Lidé byli nuceni jít do zahrádky domu, kde jim bylo nařízeno, aby se otočili ke zdi a poté bylo do nich stříleno z automatických pistolí. Celkem zde bylo zmasakrováno 16 osob, z nich 6 dětí, 5 žen (z toho 1 těhotná) a 5 mužů. Jeden muž byl ubit pažbou pušek, čtrnáctileté dívce byly „vypíchnuty“ oči. Šest osob se zachránilo, když předstíralo mrtvé, tři z nich však byly těžce raněny používanými náboji dum-dum.[zdroj?]

## Vyšetřování
Pachatelé tohoto masakru nebyli nikdy dopadeni a souzeni.